# Somisha retarda
Somisha retarda är en insektsart som beskrevs av Medler 1991. Somisha retarda ingår i släktet Somisha och familjen Flatidae. Inga underarter finns listade i Catalogue of Life.